# 苏格兰选举制度
苏格兰选举制度（英語：Electoral System of Scotland）被认为是英国国内最符合比例制的。历史上，在苏格兰的选举仅采用简单多数制，但自从1999年权力下放至苏格兰议会时发生了改变。 英国的两个权力下放立法机关——苏格兰议会和威尔士议会都采用了附带席位制。 该选举制度自1999年首次采用，直至目前最新的一次选举都在使用。
和苏格兰议会选举不同，苏格兰地方选举采用可转移单票制，这已被证明是符合比例代表制的。
英国国会选举仍采用简单多数制， 这导致苏格兰民族党长期占据着英国下议院苏格兰代表席的多数。根据2019年英国大选结果，苏格兰民族党拿下了59个苏格兰代表席中的48个；而苏格兰保守党则拿下了6个，苏格兰自由民主党拿下了4个，苏格兰工党仅拿下1个。
在苏格兰英国大选中使用简单多数制的历史意味着苏格兰政党的发展在一定程度上受到了杜瓦杰定律的影响，这意味着相同或相似意识形态团体容易聚集成少数大党，而其他许多小党则很难赢得议会代表席位。不过在进行选举制度改革前，苏格兰在事实上的确形成了四党制。

## 苏格兰议会选举制度
苏格兰议会采用附带席位制选举议员，这是一种针对对比例代表制缺点的补偿形式。整个苏格兰议会选区包括73个简单多数制选区和8个选举地区， 这8个选举地区是格拉斯哥地区、洛锡安地区、苏格兰中部地区、苏格兰南部地区、高地和群岛地区、苏格兰中部和法夫地区、苏格兰西部地区和苏格兰东北地区。 总之，苏格兰每个地方都会有8个苏格兰议会议员名额，其中1个属于选区，而7个属于选举地区。在投票时，选民会收到两张选票：一张为桃红色，而另一张为淡紫色。在选区票上，选民为可以代表自己的候选议员投票；而在选举地区票上，选民则是为可以代表自己的政党投票。
确定参选政党获得选举地区议员名额的方法称为“汉狄法”。该方法有利于那些尚未在本地区赢得任何选区议员席位的小党，以提供更为公平和符合比例的议员席位安排。地区议员是对选区议员的“补充”，从而使得议会内政党比例更符合实际情况。但是也有一种观点认为附带席位制在反映民意上并不如比例代表制，因为政党实际获得的议员份额要高于他们所获选票的份额。这主要有利于苏格兰民族党，该党在苏格兰议会中议员份额经常高于他们所获选票的份额。此外还有人认为这种选举制度是不民主的，因为当选举地区议员宣布辞职时，替补议员通常由获得该席位的政党进行任命而不是进行补选。比如苏格兰工党议员凯姿娅·道格拉尔辞去其议员职位时就发生过上述情况。

## 苏格兰地方选举制度
苏格兰32个地方议会的选举采用可转移单票制。由于苏格兰地方议会选区均为多人选区，这意味着每个选区将选举出多名地方议会议员。在这种选举制度下，选民在投票时必须根据自己的意愿给可以代表自己的候选议员进行编号投票。计算选票时，首先计算每位选民的第一偏好票，票数最多者当选；其他未当选者的第一偏好选票票数可以转移到第二偏好选票数上，然后进行第二轮计票，以此类推直至所有议员名额被分配完毕。需要注意的是，如果某轮计票中未有任何候选人选票达到获选门槛，则该轮计票中最低得票候选人被淘汰。根据实践克制，该投票制度比起其他制度要更加符合比例代表。并且该制度有利于小党及无党籍候选人，所以他们在苏格兰地方议会拥有许多席位，例如高地议会区就由无党籍议员们负责治理。

## 英国国会选举制度
英国国会目前的所有选举均采用简单多数制，但在2011年曾经进行过一次有关选举制度的公投，这次公投的最后结果是保留简单多数制而不采用排序复选制。尽管如此，苏格兰许多人还是对现行选举制度感到不满。因为他们认为苏格兰人口数量少于英格兰，所以在任何公民投票中，苏格兰的民意都难以表达出来。例如仅限在苏格兰活动的地区性政党（例如苏格兰民族党）很难在英国大选中获胜，但英格兰的地区政党却可以。这导致了苏格兰独立运动的兴起，因为有人认为这是苏格兰人民自己当家做主的唯一途径。
同时，大党也反对选举改革，因为它们是简单多数制的既得利益者。简单多数制因为其投票方式简单，所以其平均投票率要高于其他投票制度。但同时该投票制度也容易导致部分政党获得议员席数比例高于他们的得票比例，特别是那些得票率在50%左右的政党。比如在1997年英国大选中，托尼·布莱尔领导的英国工党拿下63.4%的国会席位，但他们的实际得票率却只有43.2%。